# 头桥街道 (上海市)
头桥街道是上海市奉贤区的街道。2024年7月26日成立，重新析置自奉城镇。